# Renato Perona
Renato Perona (14 de novembro de 1927 — 9 de abril de 1984) foi um ciclista italiano e campeão olímpico em ciclismo de pista.
Perona participou nos Jogos Olímpicos de 1948 em Londres, no Reino Unido, onde conquistou a medalha de ouro na prova de tandem, fazendo parceria com Ferdinando Terruzzi.